# Małołączniak

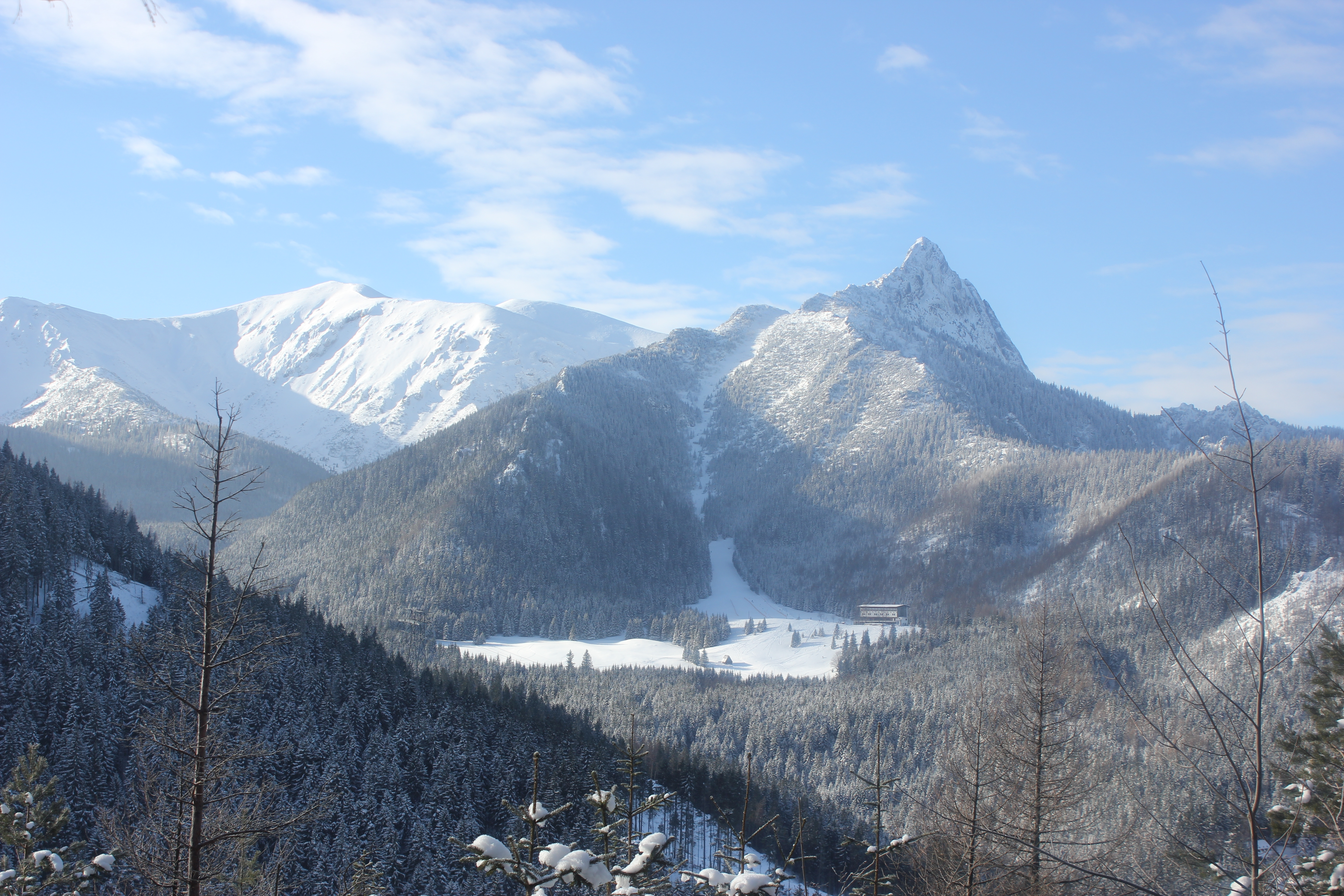
Links im Bild

Die Małołączniak (tschechisch/slowakisch Malolučniak) ist ein Berg an der polnisch-slowakischen Grenze in der Westtatra mit 2096 Metern Höhe im Massiv der Czerwone Wierchy. 

## Lage und Umgebung
Die Staatsgrenze verläuft über den Hauptgrat der Tatra, auf dem sich die Małączniak befindet. Nördlich des Gipfels liegt das Tal Dolina Kościeliska, konkret sein Hängetal Dolina Pyszniańska, und das Tal Dolina Małej Łąki, konkret seine Hängetäler Dolina Litworowa und Dolina Miętusia.

## Tourismus
Die Małołączniak ist bei Wanderern beliebt. 

### Routen zum Gipfel
Der Wanderweg auf die Małołączniak führt entlang des Hauptkamms der Tatra und der polnisch-slowakischen Grenze.
- ▬ Der rot markierte Kammweg führt vom Tal Dolina Kościeliska über den Gipfel in die Hohe Tatra.
- ▬ Ein blau markierter Wanderweg führt vom Tal Dolina Małej Łąki auf den Gipfel.

Als Ausgangspunkt für eine Besteigung aus den Tälern eignen sich die Ornak-Hütte, Kondratowa-Hütte und die Chochołowska-Hütte.

## Belege
- Zofia Radwańska-Paryska, Witold Henryk Paryski, Wielka encyklopedia tatrzańska, Poronin, Wyd. Górskie, 2004, ISBN 83-7104-009-1.
- Tatry Wysokie słowackie i polskie. Mapa turystyczna 1:25.000, Warszawa, 2005/06, Polkart, ISBN 83-87873-26-8.

## Panorama

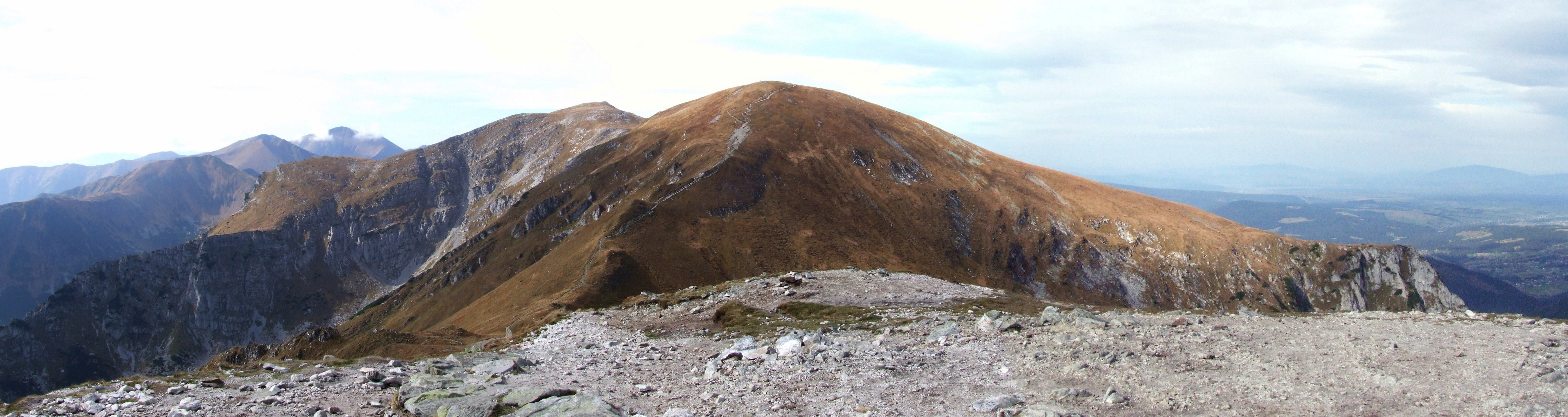
Blick von der Kopa Kondracka